# بدر دین مقرانی
بدر دین مقرانی (به عربی: بدر الدین المقرانی) یک شهرداری در الجزایر است که در استان سیدی بلعباس واقع شده‌است.